# Sprühfleckenkrankheit

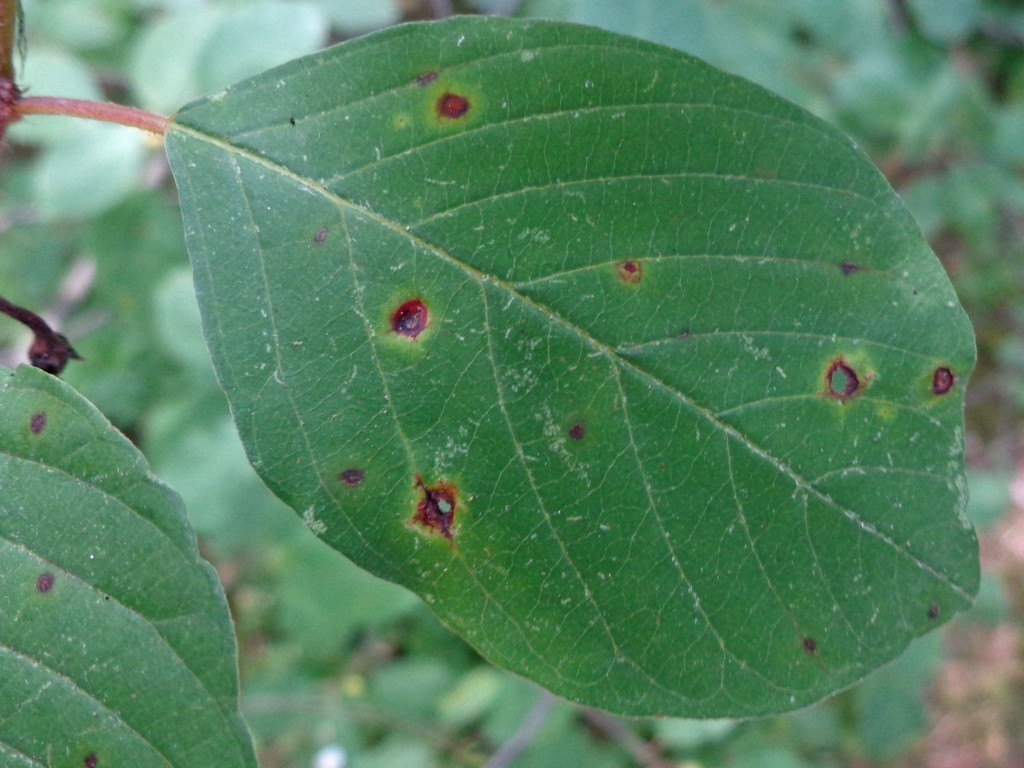
Befallenes Blatt

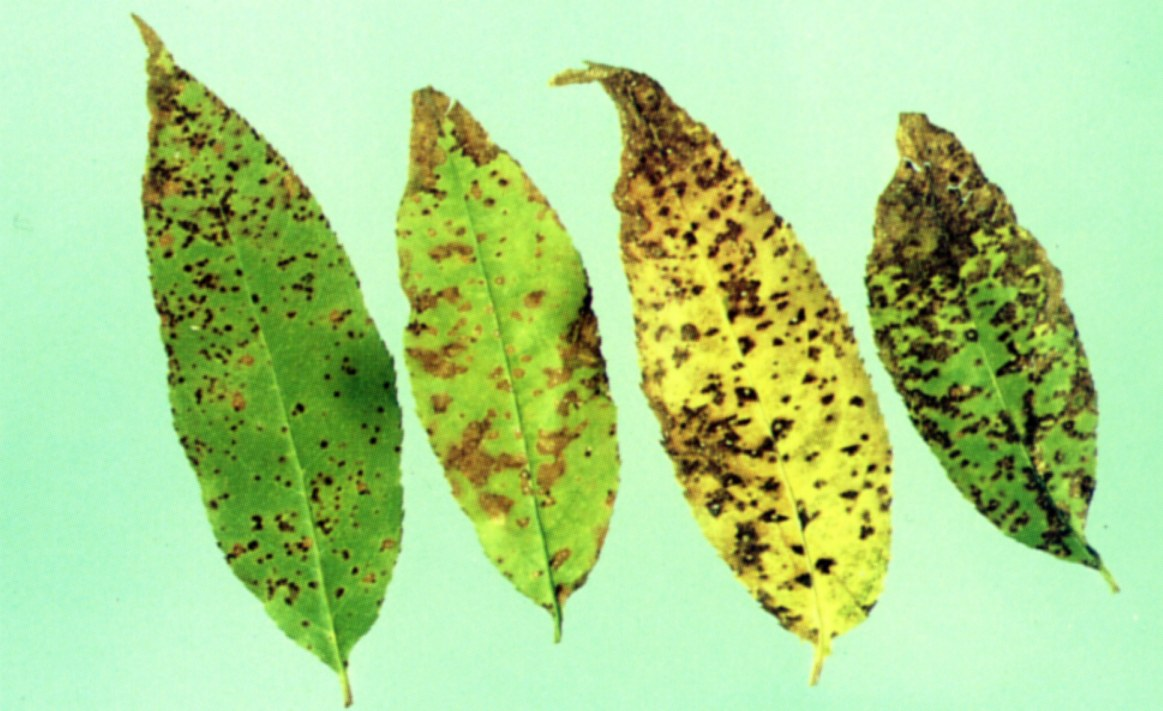
Schadbild

Die Sprühfleckenkrankheit ist eine Krankheit der Vogel-Kirsche (Prunus avium), die durch den Schlauchpilz Blumeriella jaapii ausgelöst wird. Neben der Vogel-Kirsche werden auch andere Prunus-Arten befallen, den größten Schaden richtet die Sprühfleckenkrankheit jedoch bei Sauerkirschen an.

## Beschreibung
Der Pilz überwintert in befallenem Falllaub. Die Infektion durch Ascosporen erfolgt nach der Blüte, wenn die Temperaturen auf über 15 °C angestiegen sind. Optimale Befallsbedingungen sind anhaltende Blattnässe bei hoher Luftfeuchtigkeit. Ab Mai bilden sich auf der Oberfläche der Blätter purpurne bis dunkelgrauen Flecken. Auf der Unterseite entstehen zunächst kleine, gelblich-weiße Sporenlager.
Bei Fortschreiten der Krankheit verschmelzen die Flecken miteinander und es entstehen ausgefranste Löcher.
Befallene Blätter werden vorzeitig abgeworfen. Wenn der Befall frühzeitig auftritt, können bei Sauerkirschen große Schäden durch vorzeitigen Blattfall entstehen.
Eine Behandlungsstrategie umfasst die frühzeitige Bekämpfung mit Fungiziden wie Dithianon, Fluopyram, Myclobutanil, Pyraclostrobin+Boscalid, Azoxystrobin oder Difenoconazol und die Entfernung von befallenem Laub.